# Petak (1995.)
Petak (engl.. Friday) je američka komedija koju je 1995. režirao Felix Gary Gray. Glavnu ulogu igra američki reper Ice Cube: film ukratko opisuje 16 neradnih sati nezaposlenog Craiga Jonesa (Ice Cube) i Smokeya (Chris Tucker) koji tog petka glavnom dileru marihuane do 23 sata mora isplatiti 200 dolara.
Velika zarada filma iznjedrila je još dva nastavka: Sljedeći petak i Petak nakon petka, dok se još radi na trećem nastavku nazvanom Posljednji petak.

## Radnja
Craig Jones (Ice Cube) je dvadesetdvogodišnji mladić koji s roditeljima i sestrom Danom (Regina King) živi u Los Angelesu. Craig je prethodnoga dana na poslu dobio otkaz, pa mu je otac dao zadatak da pronađe novi posao. Nakon što mu otac (John Witherspoon) i sestra otiđu raditi, a majka (Anna Maria Horsford) doručkuje u kuhinji, Craig odlazi u svoju sobu gdje mu kroz prozor uleti prijatelj Smokey (Chris Tucker) koji je nadimak dobio po tome što puši i ilegalno prodaje marihuanu. Craig ga upozorava da je nabavio pištolj te da ga je mogao upucati.
Dok se Craig presvlači u svojoj sobi, Smokey izađe ispred kuće njegovih roditelja i ugleda svog šefa, Big Worma (Faizon Love), lokalnog dobavljača marihuane. Smokey nije prodao ni grama marihuane, no osobno ju je konzumirao iz Big Wormovih zaliha koje je trebao prodati. Big Worm je naslutio da Smokey puši njegovu "robu", no Smokey tvrdi suprotno. Vidljivo ljut, Big Worm se automobilom udaljava niz cestu.
Craig izlazi iz kuće, bratski se pozdravi sa Smokeyjem koji ga upita zašto nije na poslu, na što Craig odgovara da je dobio otkaz. Nakon par minuta uz cestu nailazi Debbie, zgodna djevojka iz susjedstva. Iako ima djevojku, Craigu se Debbie doista sviđa: no on to prikriva jer mu je djevojka jako ljubomorna. Nakon što Debbie se udalji od njih, Smokey iz džepa vadi džoint. Craig mu zabranjuje da ga zapali jer mu majka još nije otišla na posao. Smokeybez opiranja prihvaća Craigovu zabranu te mu govori da će ga napušiti marihuane iako – po njegovim mjerilima – nije "pravi konzument" jer je petak, da nema posao i jer nema što raditi. Craig ga ignorira te promjeni temu razgovora pitajući Smokeyja zašto je danas došao rano kod njega. Smokey mu ispriča kako je Deebo, lokalni nasilnik (Tom Lister Jr.), udario Reda, njihovog prijatelja jer mu se ovaj usudio suprotstaviti te mu reći da mu vrati njegov bicikl koji je ukrao prije tri tjedna.
Priča ih obojicu nasmije. Ali Craigova majka još nije otišla iz kuće pa je Smokey nestrpljiv i nervozan: stvarno želi zapaliti taj džoint, no Craig mu je to zabranio. Stoga obojica otiđu kod Smokeya gdje on napokon popuši taj dugo žuđeni džoint: soba mu je puna slika i postera s marihuanom. Craig, koji vrlo dugo poznaje Smokeya, primijeti da ovaj puši jako mnogo marihuane te ga upita kako će, poslije svega, prodati onu koju je već popušio. Smokey – opušten kao i uvijek – odgovara da ne zna i da mu je to jedina briga. Craig ga uvjerava da je Big Worm opasan i da se ne šali kad je riječ o novcu. No Smokey ga uvjerava da ga Big Worm treba i da mu neće ništa. U međuvremenu u sobu uleti Smokeyova majka Joann i pošalje Smokeya u trgovinu po cigarete.

## Vanjske poveznice
- IMDb: Petak (1995.) (engl.)
- AllMovie.com – Friday (engl.)